# Armina
La armina è un alcaloide fluorescente appartenente alla famiglia dei composti β-carboline. È presente in differenti piante, specialmente nella Peganum harmala, nella liana sud Americana Banisteriopsis caapi, ed in alcune specie di Passiflora. 
È un inibitore della monoamino ossidasi A (MAO-A) reversibile, un enzima che scompone monoamine.

## Usi
Farmaci che inibiscono le MAO (IMAO) in maniera simile a quella dell'armina sono attualmente impiegati per il trattamento della depressione.
L'armina non è stata oggetto di molta ricerca clinica nel trattamento della depressione, in parte a causa del suo status giuridico limitato in molti paesi.
Piante contenenti armina sono tradizionalmente utilizzate per prolungare gli effetti allucinogeni di alcune sostanze come psilocibina o DMT, quando queste vengono ingerite.
B. caapi è da tempo utilizzata in combinazione con piante contenenti DMT nel rituale dell'ayahuasca.

## Sovradosaggio
Orale o per via endovenosa dosi di armina da 30-300 mg hanno causato agitazione, tachicardia, offuscamento della vista, ipotensione, parestesie e allucinazioni. L'eliminazione emivita plasmatica è dell'ordine di 1-3 ore.
| Dati relativi alla tossicità acuta dell'armina | Dati relativi alla tossicità acuta dell'armina | Dati relativi alla tossicità acuta dell'armina |
| ---------------------------------------------- | ---------------------------------------------- | ---------------------------------------------- |
| Nel topo                                       | LD50 dopo somministrazione sottocutanea        | 243 mg/kg.                                     |
| Nel coniglio                                   | LDLO dopo somministrazione endovenosa          | 60 mg/kg.                                      |
| Nel ratto                                      | LD50 dopo somministrazione endovenosa          | 200 mg/kg.                                     |

## Fonti naturali
L'armina si trova in una grande varietà di organismi diversi, la maggior parte dei quali sono piante. Vi sono una trentina di specie di animali diversi che contengono armina, tra cui sette farfalle della famiglia Nymphalidae. Piante contenenti armina comprendono il tabacco, alcune specie di fiore della passione (Passiflora), Peganum harmala, ed altre specie del genere Peganum, B. caapi, ed altre specie del genere Banisteriopsis, Solanum dulcamara, e tante altre.

## Note

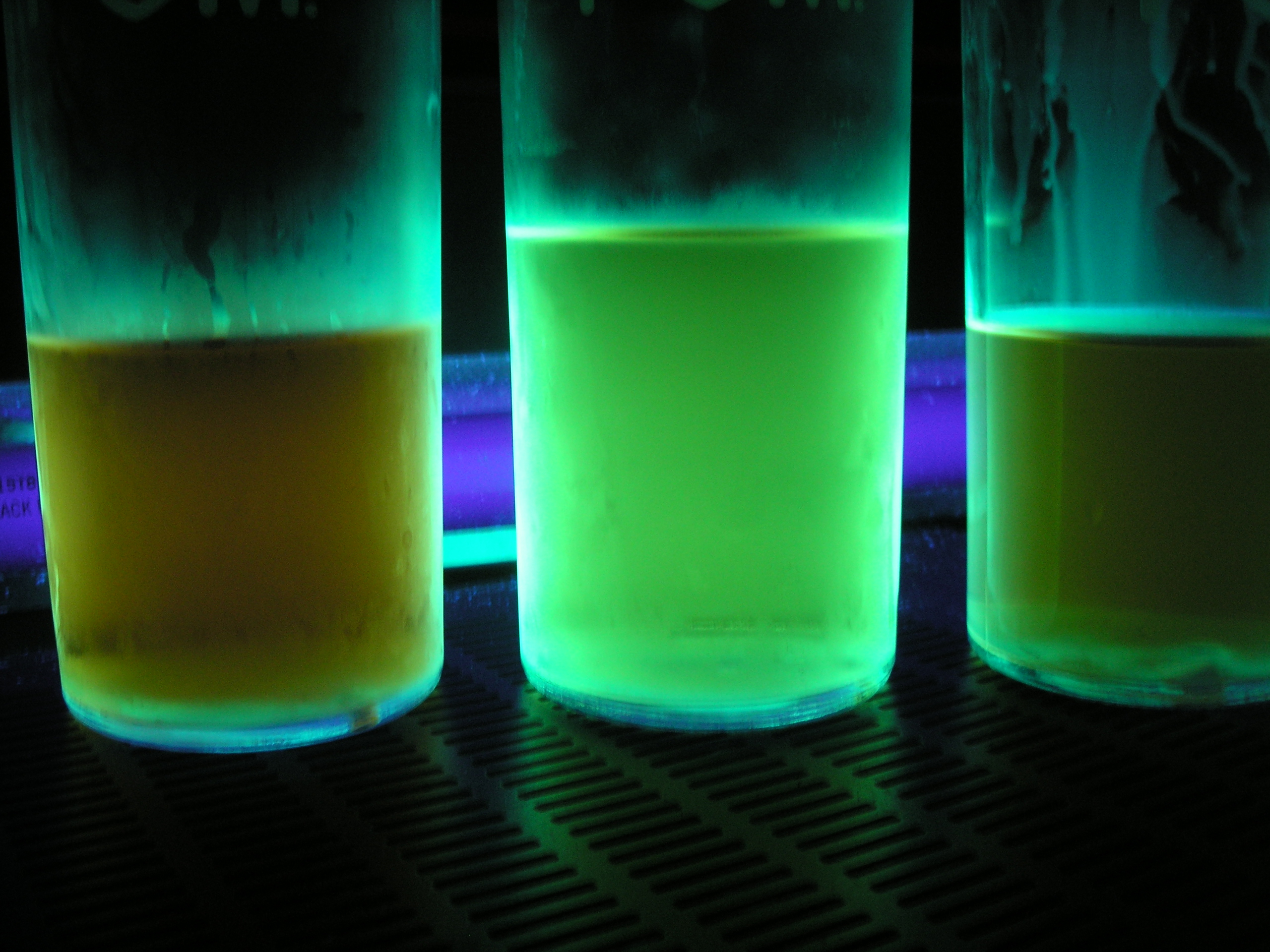
Armina e Armalina sotto la luce ultravioletta. Si può notare la fluorescenza dei due alcaloidi